# Trupanea subsetosa
Trupanea subsetosa är en tvåvingeart som beskrevs av Munro 1964. Trupanea subsetosa ingår i släktet Trupanea och familjen borrflugor. Inga underarter finns listade i Catalogue of Life.